# فالداس أدامكوس

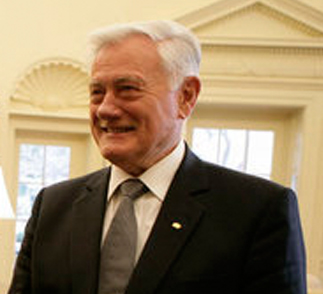
فالداس أدامكوس

فالداس أدامكوس (ولد في 3 نوفمبر 1926 -)، رئيس لتوانيا الأسبق.
ولد في مدينة كاوناس اللتوانية خلال السنوات الأولى من الحرب العالمية الثانية انضم إلى الحركة المعارضة لأجل استقلال لتوانيا.
وبسبب ظروف معينة هاجر إلى ألمانيا وتخرج من مدرسة ثانوية لتوانية موجودة هناك، ومن ثمّ التحق بجامعة ميونخ في كلية العلوم الطبيعية.
وفي سنة 1949 م تغيرت حياة أدامكوس حيث قررت عائلته الهجرة إلى الولايات المتحدة الأمريكية وحصل على جنسيتها فيما بعد. بعد مدّة التحق بمعهد إيلينوي للتكنولوجيا وتخرج عام 1960 م كمهندس مدني.
وفي بداية السبعينيات بدأ العمل في الحكومة الأميركية حيث حصل على منصب في وكالة حماية البيئة الأمريكية وتمت ترقيته في الوكالة حتى عينه الرئيس الأميركي السابق رونالد ريغن رئيساً للوكالة في عام 1981 م وبقي أدامكوس في منصبه حتى استقالته في عام 1997 م. عند الاستقالة أرسل الرئيس الأميركي الأسبق بل كلينتون رسالة شكر وتقدير إلى أدامكوس، شكره فيها على الخدمة المميزة التي أداها خلال اشتغاله رئيساً للوكالة.
وعندما استرجعت لتوانيا استقلالها عام 1990، عاد إلى وطنه في 1997 وأعلن عن نيته المشاركة في الانتخابات الرئاسية القادمة. هناك من عارض رغبة أدامكوس المشاركة في الانتخابات بحجة أنه قضى مدة طويلة جداً في الخارج لذلك هو لا يستوفي شروط المرشحين. لكن أدامكوس اعترض إلى إحدى المحاكم اللتوانية وحاز على حكم بجواز تسجيل اسمه على قائمة المرشحين. بعد ذلك توجه أدامكوس إلى السفارة الأميركية في فيلنيوس (العاصمة اللتوانية) وسلم جواز سفره الأميركي إلى الحكومة الأميركية واحتفظ بالجنسية اللتوانية فقط. أما زوجته آلما لأدامكيني فأعلنت أنها ستحتفظ بجنسييتها الأميركية سواء فاز زوجها في الانتخابات الرئاسية أم لم يفز.
وبالفعل فاز فالداس أدامكوس في انتخابات عام 1997 وأصبح رئيس الجمهورية رسمياً في فبراير 1998. وينتخب رئيس الجمهورية في ليتوانيا - حسب دستورها - لمدة 5 سنوات ولذلك انتهت ولايته في عام 2003. بعد ذلك انتخب المواطنون اللتوانيون عام 2003 رولانداس باكساس لمنصب رئيس الجمهورية ولكن المحكمة الدستورية الليتوانية حكمت أن باكساس خالف الدستور إثر تورطه في عام 2004 بفضائح كبيرة ولذلك لا يستحق أن يستمر في منصبه. وتمت إحالة القضية إلى البرلمان اللتواني لاتخاذ قرار نهائي والذي قرر بأغلبية عزل رولانداس باكساس من منصب رئيس الجمهورية.
وأُعلنت انتخابات جديدة في لتوانيا بنفس العام (2004) وقرر فالداس أدامكوس المشاركة فيها. وفاز في الانتخابات الرئاسية وأصبح رئيس الجمهورية مرة أخرى. بدأت ولايته في 12 يوليو 2004 وستنتهي في صيف عام 2009.

## وصلات خارجية
- فالداس أدامكوس على موقع الموسوعة البريطانية (الإنجليزية)
- فالداس أدامكوس على موقع مونزينجر (الألمانية)
- فالداس أدامكوس على موقع إن إن دي بي (الإنجليزية)

- موقع رئيس ليتوانيا الإلكتروني
- [ http://www.youtube.com/spaudostarnyba www.youtube.com/spaudostarnyba]